# Indijski ocean
Indijski ocean  je treća po veličini vodena površina na svijetu, a pokriva oko 20 % površine Zemlje. Sa sjevera je okružena Azijom (Indijski potkontinent), sa zapada Arapskim polutokom i Afrikom, s istoka Malajskim poluotokom, Sunda otočjem i Australijom, a na jugu s Južnim oceanom. Od Atlantskog oceana ga, južno od Afrike, dijeli meridijan 20° E, a od Tihog oceana meridijan 147° E. Najsjevernija točka oceana je u Perzijskom zaljevu, na oko 30° sjeverne zemljopisne širine. Ocean je na svojim južnim rubovima, između najjužnijih točaka Afrike i Australije, širok skoro 10 000 km. Zajedno s Perzijskim zaljevom i Crvenim morem ima 73 556 000 km². Procijenjeni volumen oceana je oko 292 131 000 km³.
U oceanu se nalazi otočna država Madagaskar, inače četvrti po veličini otok na svijetu. Uz njega su tu i otočne države Mauricijus, Komori, Sejšeli, Maldivi i Šri Lanka, a ocean oplakuje i obale otočne države Indonezije. Manji otoci načičkani su uz rubove oceana.
Važnost oceana kao tranzitne rute između Azije i Afrike često je od oceana stvarala bojište. Zbog njegove veličine, ni jedna nacija nije ostvarila punu dominaciju nad oceanom sve do početka 18. stoljeća kada je Velika Britanija stavila pod svoju kontrolu većinu njegove obale.
Važni plovni putevi su Bab el Mandeb, Hormuški tjesnac, Malajski prolaz, Sueski kanal (južni ulaz) i tjesnac Lombok

## Dno oceana
Afrička, Indijska i Antarktička tektonska ploča sudaraju se u Indijskom oceanu. Njihovi su spojevi vidljivi po granama srednjooceanskih hrbata podmorskih vulkana koji čine naopako slovo Y.
Srednjoindijski hrbat se od ruba kontinentske podine pored Mumbaja (Indija) spušta južno, a u visini Madagaskara se grana na Indijsko-antarktički i Atlantsko-indijski hrbat. Od manjih hrbata, Arapsko-indijski se kod Maldiva odvaja od Srednjoindijskog i preteže se do roga Afrike, a od Bengalskog zaljeva prema jugu proteže se Bengalski hrbat. Jugozapadni indijski hrbat nalazi se duž dna jugozapadnog Indijskog oceana i jugozapadnog Atlantskog oceana. 
Hrbati dijele ocean u zavale. Zapadno od Srednjoindijskog hrbata su Arapska, Somalijska, Maskarenska, Madagaskarska, Zavala Agulhas i Jugozapadna indijska zavala, a istočno su Srednjoindijska, Sjevernoaustralska, Zapadnoaustralska, Južnoindijska i Južnoaustralska zavala. Na samom jugu je Indijsko-antarktička zavala.
Kontinentske podine su relativno uski, u prosjeku tek oko 200 km, osim uz zapadnu obalu Australije gdje im širina premašuje 10 km. Prosječna dubina oceana je 3890 m. Najdublja točka se procjenjuje na 7450 m ispod morske razine, u jarku Sunda. Sjeverno od 50° južne zemljopisne širine, 86% bazena je pokriveno pelagičkim sedimentima, od kojih više od polovine otpada na globigerinski mulj. Preostalih 14% je prekriveno slojevima terigenih (tj. koji potječu s kopna) sedimenata. Sedimenti glacijalnog porijekla dominiraju dnom na najjužnijem dijelu oceana.

### Klima
Na klimu sjeverno od ekvatora utječu monsuni. Jaki sjeveroistočni vjetrovi pušu od listopada do travnja, dok od svibnja do listopada prevladavaju zapadni vjetrovi. 
U Arapskom moru, jaki monsuni donose kišu na Indijski potkontinent. Vjetrovi na južnoj polutci su općenito blaži, no ljetne oluje u području Mauricijusa mogu biti vrlo snažne. Cikloni ponekad pogađaju obale Arapskog mora i Bengalskog zaljeva u vrijeme promjena monsunskih vjetrova.

### Hidrologija
Neke od većih rijeka koje utječu u Indijski ocean su Zambezi, Arvand-Rud/Šat al-Arab, Ind, Ganges, Brahmaputra, i Irrawaddy. Na morske struje značajno utječu Monsuni. Dvije velike kružne struje, jedna na sjevernoj polutci koja teče u smjeru kazaljke na satu te jedna južno od ekvatora koja teče obrnutim smjerom, dominiraju strujama u oceanu. Na Dubokomorsku cirkulaciju prvenstveno utječu vodeni tokovi iz Atlantskog oceana i Crvenog Mora te Antakrtičke struje. Sjeverno od 20° južne zemljopisne širine, minimalna temperatura na površini je 22°C, dok na istoku prelazi 28°C. Južno od 40° južne zemljopisne širine, temperature mora naglo padaju. Salinitet se kreće od 32 do 37 promila, s najvećim iznosom u Arapskom moru te u pojasu između južne Afrike i JZ Australije.
Zaleđeno more i sante leda opstaju južno od 65° južne zemljopisne širine kroz cijelu godinu. Prosječna sjeverna granica pojavljivanja santi leda je 45° južne zemljopisne širine.

## Ekonomija
Indijski ocean je glavna ruta koja povezuje Bliski Istok, Afriku i Istočnu Aziju s Europom i Amerikama. U oceanu je posebno je intenzivan promet naftom i naftnim prerađevinama iz naftnih polja u Perzijskom zaljevu i Indoneziji. 
Velike rezerve ugljikovodika crpe se ispred obala Saudijske Arabije, Irana, Indije i zapadne Australije. Procjenjuje se da 4% svjetske morske proizvodnje nafte dolazi iz Indijskog oceana. Pijesak na plažama, bogat teškim mineralima i njegova podmorska nalazišta aktivno iskorištavaju obalne države, posebno Indija, Južnoafrička Republika, Indonezija, Šri Lanka i Tajland
Toplina Indijskog oceana održava produkciju planktona niskom, osim uz sjeverne rubove te u nekoliko raspršenih točaka širom oceana. Život u oceanu je, stoga, ograničen. Ribarstvo je organičeno, ali postaje od sve večeg značaja za okolne zemlje. Ribarske flote iz Rusije, Japana, Južne Koreje i Tajvana također iskorištavaju Indijski ocean, uglavnom loveći račiće i tunu.

## Povijest
Najstarije ljudske civilizacije u Mezopotamiji, počevši sa Sumerom i drevnim Egiptom započele su u dolinama rijeka Eufrat, Tigris i Nil. Kasnije su se civilizacije razvijale i u Perziji. Tijekom egipatske Prve dinastije (otprije 5 tisućljeća), mornari su poslani na Indijski ocean. Isti mornari vratili su se sa zlatom i mirodijama. Najstarija poznata morska trgovina potječe otprije 4500 godina, a odvijala se između Mezopotamije i naroda u dolini rijeke Ind.
Indijski ocean je daleko mirniji i otvoreniji za trgovinu od Tihog ili Atlantskog oceana. Snažni monsuni značili su povoljan vjetar i dobar smjer bilo kada u godini. To je otvorilo put stanovnicima Indonezije prema Madagaskaru.
Između 1405. i 1433., kineski admiral Zheng He poveo je veliku flotu Dinastije Ming na više putovanja prema Zapadnom oceanu (tako Kinezi zovu Indijski ocean), te je doplovio do istočne obale Afrike. Godine 1497. je Vasco da Gama oplovio rt dobre nade i tako postao prvi Europljanin koji je doplovio do Indijskog oceana. Nakon toga europski brodovi, teško naoružani, dominiraju trgovinom. Portugal je prvi pokušao zauzeti vodeću ulogu u trgovini izgradnjom brojnih luka, no zbog malog proračuna projekt je propao. Borbe su se nastavile između Francuske i Nizozemske, da bi na kraju Britanci zauzeli vodeću ulogu 1815. godine. Otvaranje Sueskog kanala 1869. oživjelo je europski interes za Istokom, no nijedna nacija nije uspjela dominirati trgovinom. Nakon kraja II. svjetskoga rata Britanci su se povukli iz Indije. Danas je od borbe za prevlašću ostao samo atol Diego Garcia kojeg uzdržavaju Britanci i SAD.
Dne 16. prosinca 2004. dogodio se veliki tsunami koji je teško pogodio sve države s obalom na Indijskom oceanu. Tsunami je izazvao smrt 226.000 ljudim, a preko milijun ljudi ostalo je bez doma.

## Glavne luke i gradovi
- Calcutta, Indija
- Chennai, Indija
- Colombo, Šri Lanka
- Durban, Južna Afrika
- Jakarta, Indonezija
- Karachi, Pakistan
- Malé, Maldivi
- Mumbai, Indija